# Lithacodia bitrigonophora
Lithacodia bitrigonophora är en fjärilsart som beskrevs av Emilio Berio 1973. Lithacodia bitrigonophora ingår i släktet Lithacodia och familjen nattflyn. Inga underarter finns listade i Catalogue of Life.